# النس بورگ (واشینگتن)
النس بورگ (به انگلیسی: Ellensburg) شهری در شهرستان کیتیتاس ایالت واشنگتن است که در سرشماری سال ۲۰۱۰ میلادی، ۱۸۱۷۴ نفر جمعیت داشته است.